# Halíl Gánim
Halíl Gánim Mubárak (1964. november 12. – ) emirátusi válogatott labdarúgó.

## Pályafutása

### Klubcsapatban
1984 és 1994 között az Al Khaleej Club csapatában játszott.

### A válogatottban
Az Egyesült Arab Emírségek válogatottjával. részt vett az 1984-es és az 1988-as Ázsia-kupán, illetve az 1990-es világbajnokságon, ahol a Kolumbia, az NSZK és a Jugoszlávia  elleni csoportmérkőzéseken kezdőként lépett pályára.